# Hugo Karl Anton Pernice

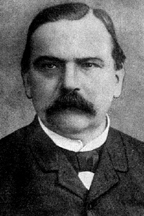
Hugo Karl Anton Pernice

Hugo Karl Anton Pernice, född 9 november 1829 i Halle an der Saale, död 31 december 1901 i Greifswald, var en tysk läkare. Han var son till Ludwig Wilhelm Anton Pernice samt bror till Herbert Viktor Anton och Alfred Pernice.
Pernice var 1858–1899 professor i obstetrik och gynekologi vid Greifswalds universitet.